# Polypterus congicus
Polypterus congicus, el bichir del Congo, es una especie de bichir con un tamaño máximo documentado de 970 milímetros (38 pulgadas). El color también varía de marrón a amarillo o gris, más oscuro en la parte superior y más pálido en el área ventral. Tiene un patrón de cerca de 8 bandas verticales irregulares a lo largo de los flancos del pez, que no se extienden al completo hasta la superficie ventral. La mandíbula inferior es sobresaliente, muy parecida a Polypterus endlicherii. El macho tiene una aleta anal más ancha. Estos peces se venden comúnmente como mascotas.

## Cautiverio
En cautiverio, es una especie apreciada por los acuaristas debido a su aspecto exótico y su relativa facilidad de mantenimiento. Sin embargo, requiere de acuarios espaciosos y bien equipados, con parámetros del agua estables y una alimentación variada.